# Budapest (George Ezra)
Budapest è un singolo del cantautore britannico George Ezra, pubblicato il 13 dicembre 2013 come secondo estratto dal primo album in studio Wanted on Voyage.

## Descrizione
Il brano è stato scritto da Ezra con Joel Pott (frontman degli Athlete) e prodotto da Cam Blackwood.

## Tracce
Download digitale
1. Budapest – 3:20

## Classifiche
| Classifica (2013-15) | Posizione massima |
| -------------------- | ----------------- |
| Australia            | 5                 |
| Italia               | 6                 |
| Lussemburgo          | 7                 |
| Regno Unito          | 3                 |